# Christoph Bratmann

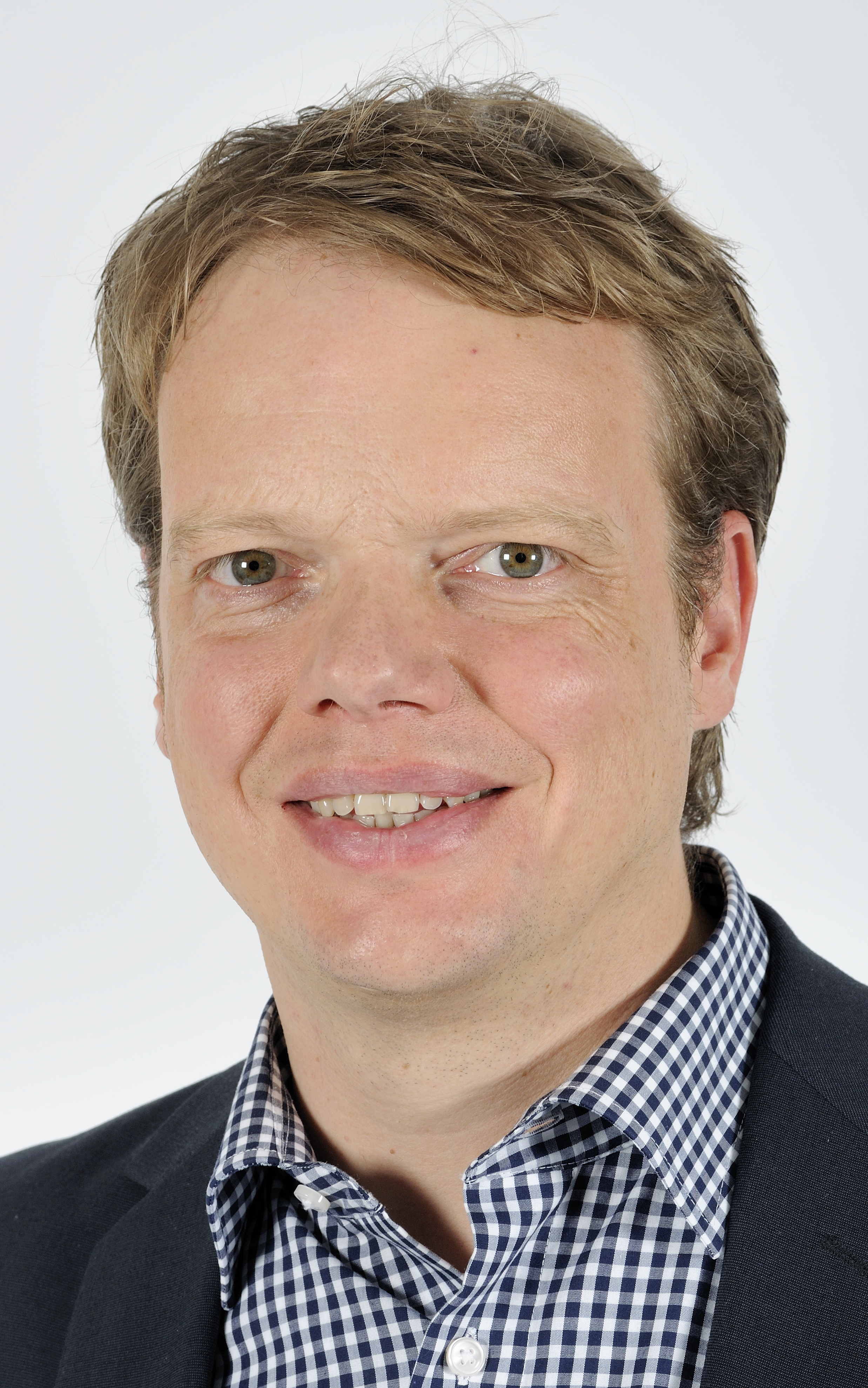
Christoph Bratmann, 2013

Christoph Jürgen Bratmann (* 23. September 1969 in Braunschweig) ist ein deutscher Pädagoge und Politiker (SPD). Er ist seit Februar 2013 Abgeordneter im Landtag von Niedersachsen.

## Ausbildung und Berufsleben
Bratmann wuchs mit zwei Schwestern in Wendeburg im Landkreis Peine auf und besuchte die dortige Realschule. Anschließend absolvierte er zunächst eine Ausbildung zum Drucker bei der Westermann Gruppe in Braunschweig. Es folgten der Besuch der Fachoberschule Gestaltung sowie ein Studium der Sozialpädagogik an der Fachhochschule Braunschweig/Wolfenbüttel. 1999 erwarb Bratmann an der Universität Hildesheim ein Diplom in Erziehungswissenschaften mit Schwerpunkt Erwachsenenbildung.
Im Jahr 2000 erhielt er eine Anstellung als Pädagoge am Berufsförderungswerk Goslar. Ab 2004 war er Studienrat an den Berufsbildenden Schulen Goslar-Baßgeige/Seesen und unterrichtete die Fächer Sozialpädagogik, Politik und Geschichte. Mitte November 2020 wurde Bratmann auf einer Mitgliederversammlung zum Präsidenten von Eintracht Braunschweig gewählt.
Bratmann engagiert sich im Zweckverband Großraum Braunschweig. Darüber hinaus ist er Mitglied der Aufsichtsräte der Nibelungen-Wohnbau-GmbH, der Wohnstätten-Gesellschaft mbH, der BS Energy sowie der Stadthalle Braunschweig Betriebsgesellschaft mbH.

## Politik
Während seiner Ausbildung engagierte er sich in der IG Druck und Papier (später IG Medien – Druck und Papier, Publizistik und Kunst) und wurde so erstmals politisch aktiv. Seit 2003 engagiert er sich in der Braunschweiger SPD.
Bratmann war von 2007 bis 2011 Vorsitzender des SPD-Ortsvereins Braunschweig-Innenstadt und zeitgleich Sprecher der SPD-Fraktion im Bezirksrat Innenstadt. Zudem wurde er 2007 in den Vorstand des Unterbezirks Braunschweig seiner Partei gewählt, dem er seitdem angehört und den er zwischen 2011 und 2015 als Vorsitzender leitete. Seit 2011 ist er als Abgeordneter des Westliches Ringgebietes Mitglied im Stadtrat und seit 2015 Vorsitzender der dortigen SPD-Fraktion. Außerdem steht er auch dem Schulausschuss des Rates vor.
Im Zuge der niedersächsischen Landtagswahl am 20. Januar 2013 errang Bratmann das Direktmandat im Landtagswahlkreis Braunschweig-West und ist seitdem Abgeordneter im Niedersächsischen Landtag. Bei der darauffolgenden Landtagswahl am 15. Oktober 2017 konnte er sein Mandat verteidigen. Im Landtag ist er (Stand: November 2022) Mitglied im Ausschuss für Wirtschaft, Arbeit, Verkehr und Digitalisierung sowie im Unterausschuss Häfen und Schifffahrt. Bei der Landtagswahl in Niedersachsen 2022 konnte er das Direktmandat erneut verteidigen. 

## Privates
Christoph Bratmann ist Vater einer Tochter.